# Liste der argentinischen Botschafter in Israel
Im Dezember 1948 und im Mai 1949 unterstützten die Vertreter der Regierung von Juan Perón die Aufnahme des Staates Israels in die Vereinten Nationen.  Im Februar 1949 erkannte die Regierung Perón die Regierung von David Ben-Gurion an. Im Mai 1949 nahmen die Regierungen von Israel und Argentinien diplomatische Beziehungen auf.

## Botschafter
| Ernannt / Akkreditiert | Name                       | Bemerkungen     | ernannt während der Regierung von | akkreditiert bei | Posten verlassen |
| ---------------------- | -------------------------- | --------------- | --------------------------------- | ---------------- | ---------------- |
| Mai 1949               | Olinto Alberto Paulsen     | Geschäftsträger | Juan Perón                        | Chaim Weizmann   | 22. Juni 1949    |
| 22. Juni 1949          | Pablo Manguel              |                 | Juan Perón                        | Chaim Weizmann   | Sep. 1954        |
| 1955                   | Enrique Juan Mendez Puig   | Geschäftsträger | Eduardo Lonardi                   | Jizchak Ben Zwi  | 1955             |
| 1955                   | Gregorio Topolevsky        |                 | Eduardo Lonardi                   | Jizchak Ben Zwi  | 1956             |
| 1958                   | Rudolfo García Arias       |                 | Arturo Frondizi                   | Jizchak Ben Zwi  | 12. Juni 1960    |
| 1960                   | Rogelio Rafael Tristany    |                 | Arturo Frondizi                   | Jizchak Ben Zwi  | 1962             |
| 1962                   | Luis F. Castells           |                 | José María Guido                  | Jizchak Ben Zwi  | 1962             |
| 1963                   | Adolfo Gass                |                 | Arturo Umberto Illia              | Zalman Shazar    | 1965             |
| 1966                   | Rodolfo Baltiérrez         |                 | Juan Carlos Onganía               | Zalman Shazar    |                  |
| 1969                   | Eduardo Pizarro Jones      |                 | Juan Carlos Onganía               | Zalman Shazar    |                  |
| 1972                   | Jorge Emilio Antonio Casal |                 | Alejandro Agustín Lanusse         | Zalman Shazar    |                  |
| 1983                   | Roberto Temporini          |                 | Raúl Alfonsín                     | Chaim Herzog     |                  |
| 1985                   | Abel Posse                 |                 | Raúl Alfonsín                     | Chaim Herzog     | 1988             |
| 1988                   | Alberto Dumont             |                 | Raúl Alfonsín                     | Chaim Herzog     |                  |
| 1990                   | Alberto E. Ham             |                 | Carlos Menem                      | Chaim Herzog     | 1996             |
| 1997                   | José María Valentín Otegui |                 | Carlos Menem                      | Ezer Weizmann    |                  |
| 2002                   | Gregorio José Dupont       |                 | Eduardo Duhalde                   | Mosche Katzav    | 2002             |
| 2002                   | Atilio Norberto Molteni    |                 | Eduardo Duhalde                   | Mosche Katzav    | 2006             |